# Principado de Smolensk
Principado de Smolensk (russo:Смоле́нское кня́жество) ou Grande Principado de Smolensk (russo: Вели́кое кня́жество Смоле́нское) foi um principado russo no curso superior dos rios Dnieper, Volga e Dvina Ocidental nos séculos XII-XIV. A capital foi a cidade de Smolensk. A rota dos varangianos aos gregos passava pelo principado e era uma importante fonte de renda para seus governantes.
O principado incluía muitas cidades, incluindo: Beli, Viazma, Dorogobuj, Yelnia, Jijets, Zubtsov, Iziaslavl, Krasni, Krichev, Medin, Mojaisk, Mstislavl, Orsha, Propoisk, Rjev, Rostislavl, Rudnia, Toropets.